# دومین هومولوژی کالپونین
دومین هومولوژی کالپونین (انگلیسی: Calponin homology domain) که به آن «CH domain» هم می‌گویند، گروهی از دومین‌های متصل‌شونده به اکتین هستند که در پروتئین‌های اسکلتی-عضلانی و پروتئین‌های ترارسانی پیام دیده می‌شوند.
درازای این دومین در حدود ۱۰۰ اسید آمینه است و از ۴ مارپیچ آلفا تشکیل شده‌است و به دو گروه تقسیم می‌شوند:
- نوع اکتینینی (از جمله اسپکترین، فیمبرین و ABP-280)
- نوع کالپونینی

بررسی‌های گسترده‌ای دربارهٔ پروتئین‌های حاوی این دومین متصل‌شونده به اکتین انجام شده است.